# 小行星6837
小行星6837（6837 Bressi）是一颗绕太阳运转的小行星，为主小行星带小行星。该小行星于1994年12月8日发现。

## 轨道参数
小行星6837的轨道半长轴为2.8556694 UA，离心率为0.216。